# Dawn Harper-Nelson
Dawn Harper (seit ihrer Heirat 2013 Dawn Harper-Nelson; * 13. Mai 1984) ist eine US-amerikanische Hürdenläuferin und Olympiasiegerin im 100-Meter-Hürdenlauf.
Die US- und panamerikanische Jugendmeisterin von 2003 wurde bei den US-Ausscheidungskämpfen für die Olympischen Spiele in Peking Dritte und gewann bei diesen dann überraschend die Goldmedaille in 12,54 s, 4 Hundertstelsekunden unter ihrem vorherigen persönlichen Rekord.
Bei den Leichtathletik-Weltmeisterschaften 2011 in Daegu gewann sie die Bronzemedaille im 100-Meter-Hürdenlauf mit einer Zeit von 12,47 s. In London konnte sie bei den Olympischen Spielen 2012 ihren Überraschungserfolg von 2008 fast wiederholen. Im Finale sprintete Harper in 12,37 s zu einer neuen persönlichen Bestmarke und verfehlte als Zweite Olympiagold nur um zwei Hundertstel.
2016 wurde Harper bei einer Dopingkontrolle positiv auf ein Diuretikum getestet und deswegen für drei Monate gesperrt.
Dawn Harper ist 1,68 m groß und wiegt 61 kg. Sie stammt aus East St. Louis, studierte von 2003 bis 2006 Psychologie an der UCLA und lebt seitdem in Los Angeles, wo sie von Bob Kersee trainiert wird. Sie startet für den Sportartikel-Hersteller Nike.